# Los Amaya
Los Amaya è un duo musicale spagnolo formato dai fratelli gitani José (La Coruña, 1952) e Delfín Amaya (Oviedo, 1954) alla fine degli anni '60 a Barcellona e tuttora attivo, uno dei principali esponenti della cosiddetta rumba catalana nel campo del flamenco.

## Storia
Parenti della bailaora di flamenco Carmen Amaya, questa coppia di fratelli di origini gitane si stabilì con la famiglia a Barcellona quando erano molto giovani. Fin da bambini suonavano già la chitarra e cantavano alle feste gitane. I primi passi nel mondo dello spettacolo furono mossi grazie al chitarrista di Carmen Amaya, Andrés Batista, e nel 1969 debuttarono discograficamente con un variegato repertorio di brani di flamenco, come "Los campanilleros", ma soprattutto versioni rumba delle colonne sonore dei film "Il buono, il brutto e il cattivo", "Zapatero remendón", "Pena, tristeza y dolor" o "Bailadores".
Diventano famosi all'inizio del 1971, con la loro versione del classico iberoamericano "Caramelos", che diventa un grande successo. Anche in questo periodo registrarono altre grandi canzoni, come il singolo "El jala-jala", una versione di Richie Ray & Bobby Cruz e sul lato B "Soy un vagabundo" (testi di C. Ramos Prada). Hanno anche registrato "¡Qué mala suerte la mía!".
Nel 1978 incontrano Tony Ronald, che sarebbe stato una figura chiave nel successivo sviluppo della loro carriera, che li assume per la sua etichetta discografica. Con lui come produttore raggiunsero la loro età d'oro, in cui registrarono canzoni di successo come "La Injection" per la RCA.
Da lì in poi, con "Vete" (il loro più grande successo fino ad oggi), "Amor amor", "Decirle a ella que vuelva"... e sempre sotto la direzione di Ronald, il gruppo si orienta maggiormente verso le ballate e le canzoni sentimentali, mentre la strumentazione migliora molto, con arrangiamenti di Jaime Marques che includono una sezione di fiati, chitarra elettrica e una miriade di altri strumenti. Durante questo periodo, musicisti illustri della scena spagnola come Josep Mas "Kitflus", Max Suñer o Carles Benavent hanno lavorato con loro in studio.
Dopo questo periodo d'oro, registrarono una moltitudine di album per varie etichette e con una mancanza di direzione abbastanza palpabile, registrando spesso materiale di altri compositori di qualità molto inferiore rispetto alle loro creazioni.
(stranamente, quest'epoca include il loro ritorno alla popolarità con il loro aspetto alla cerimonia di chiusura delle Olimpiadi di Barcellona 1992).
Inaspettatamente ritornano sotto i riflettori internazionali partecipando alla cerimonia di chiusura dei Giochi Olimpici di Barcellona il 9 Agosto del 1992 allo stadio Lluís Companys, insieme a Peret,  Los Manolos, e altri esponenti della rumba catalana.
Una nuova collaborazione con Tony Ronald li ha portati a registrare due nuovi album: Únicos e En Direct.
Sono considerati responsabili dell'introduzione della chitarra elettrica nella rumba e nel flamenco e uno dei principali esponenti della rumba catalana, all'altezza di El Pescaílla, Peret, Chacho o Gato Pérez.

## Discografia
- 1971 - Los Amaya Y Su Combo Gitano - Emidisc
- 1973 - Nuevos Exitos - Emidisc
- 1973 - Los Amaya - Sabor
- 1975 - Tequila - Emidisc
- 1977 - Nosotros Los Gitanos - RCA Victor
- 1978 - Sentimiento Gitano - RCA Victor
- 1979 - Decirle A Ella Que Vuelva - RCA Victor
- 1981 - En La Brecha - RCA Victor
- 1983 - Ahora - Ariola
- 1987 - Marylin - CBS
- 1989 - Los Amaya - Interdisc
- 1991 - La Vuelta Al Mundo En Rumba - Pdi
- 1995 - Perdoname Mujer - Divucsa
- 1997 - El Platanito - Divucsa
- 2012 - Vuelven... Los Amaya! - Universal Music